# Sant Joan de les Abadesses
Sant Joan de les Abadesses (spanisch San Juan de las Abadesas) ist eine katalanische Gemeinde in der Provinz Girona im Nordosten Spaniens. Sie liegt in der Comarca Ripollès.

## Geographie

### Geographische Lage
Der Ort liegt in den Pyrenäen nahe der französischen Grenze kurz vor der Stadt Ripoll. Sant Joan de les Abadesses zählte am  1. Januar 2022 3274 Einwohner und liegt im Tal des Flusses Ter, trotzdem aber in einer Höhe von 775 Metern über dem Meeresspiegel. Nach Ripoll ist er der zweitwichtigste Ort der Comarca Ripollès.

## Politik
Die Kommunalwahl 2019 ergab folgende Sitzverteilung im Gemeinderat:
1. MÉS-UPM cat: 6 Sitze
2. ERC-AM: 5 Sitze

## Geschichte
Die Geschichte des Ortes ist eng mit dem Kloster verbunden. Die existierenden Dokumente erwähnen den Ort seit der Zeit, als die Mauren vertrieben wurden. Es gibt aber Hinweise darauf, dass sie bereits zuvor in den Jahren 717/718 hier ansässig waren. Der damalige Graf von Barcelona Wilfried der Haarige (Guifré el Pelós) begann mit der Besiedlung des Tales und gründete um 880 ein Nonnenkloster, in das die Töchter der besten Familien des Landes einzogen. Seine Tochter Emma wurde die erste Äbtissin der Benediktinerabtei. Bis zum Jahr 1017 führten Äbtissinnen das Kloster. Dann wurden sie vom Papst des Aufruhrs beschuldigt und ausgewiesen.
Der nach der Abtei („Sant Joan“) benannte Ort bildete sich um das Kloster herum und bezog sich auch in seinem Namenszusatz darauf (abadesa = Äbtissin).
Im 11. Jahrhundert wurde die religiöse Gemeinschaft aufgelöst. Die Kirche des Klosters durchlebte mehrere Besitzerwechsel und diente kurzzeitig sogar als Kathedrale. Zu Ende des 16. Jahrhunderts wurde das Münster eine Stiftskirche.
Nach den ersten Benediktinerinnen kamen Augustiner- und Benediktinermönche, die das Ansehen des Klosters wieder verbesserten. Sie legten Archive an, in denen auch die Lieder der Troubadoure enthalten sind, die die Kultur der damaligen Zeit dokumentieren.

### Die Klosterkirche

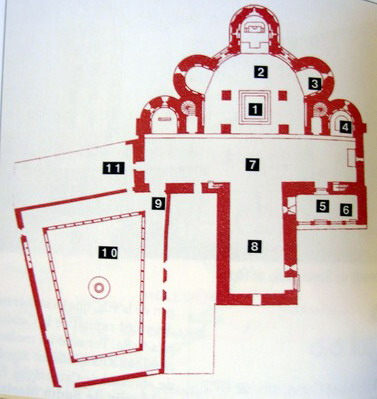
Grundriss

Der heutige Bau stammt größtenteils aus der ersten Hälfte des 12. Jahrhunderts. In ihm durchdringen sich sehr unterschiedliche Stileinflüsse. Der Chorumgang geht auf französische Vorbilder zurück, eine Bauform, die in Katalonien sehr selten auftritt.

#### Die plastische Ausgestaltung der Apsiden
Die Außenseite des Chores ist plastisch auffällig reich ausgestattet. Die Kapitelle der äußeren Apsis zeigen u. a. orientalische Einflüsse – es werden Elefanten dargestellt. Die Anregung dazu könnte aus südspanisch-islamischen Quellen stammen. Eingravierte Schriftzeichen verweisen unverkennbar auf arabischer Inspiration, auch der Leuchter im Innenraum.
Die Themen der Kapitelle sind teilweise urtümlich-atavistisch, beispielsweise vereinigen sich zwei Körper in einem bärtigen Kopf etc.

#### Die „Santissimi Misteri“
Das herausragende Kunstwerk im Innenraum ist die große geschnitzte Gruppe der Kreuzabnahme aus dem Jahr 1251, die „Santissimi Misteri“ des Laienbruders Dulcetus. Diese Art der Darstellung war in Spanien schon seit dem 12. Jahrhundert geläufig. Hier haben wir den späten Höhepunkt der Gattung vor uns. Charakteristisch für diese Stilrichtung der spanischen romanischen Skulptur sind die realistische Vergegenwärtigung der dramatischen Handlung und der Verzicht auf dekoratives Schaugepränge. In der Stirn des Christus befand sich jahrhundertelang eine Hostie.

## Städtepartnerschaft
- Le Palais-sur-Vienne im Département Haute-Vienne, (Frankreich)

## Persönlichkeiten
- Honorat Alberich i Corominas (1786–1836), Komponist und Kirchenkapellmeister
- Álex Corredera (* 1996), Fußballspieler